# 제이콥 콜리어
제이콥 콜리어(영어: Jacob Collier, 1994년 8월 2일~)은 잉글랜드의 가수, 작곡가, 음악가이다.